# Nihaonana
Nihaonana est une commune rurale malgache située dans la région de Fitovinany.